# Ramon Picó i Campamar
Ramon Picó i Campamar (Pollença, 1848 – Barcellona, 13 novembre 1916) è stato un poeta spagnolo.
Collaboratore della rivista La Renaixensa, fu autore del dramma Garraf (1894) e dell'opera teatrale La figlia del falegname (1914).